# Đông Hưng, Lục Nam
Đông Hưng là một xã thuộc huyện Lục Nam, tỉnh Bắc Giang, Việt Nam.

## Diện tích, dân số
Xã Đông Hưng có diện tích 51,02 km², dân số năm 1999 là 8381 người, mật độ dân số đạt 164 người/km².